# العلاقات الإيرانية السنغافورية
العلاقات الإيرانية السنغافورية هي العلاقات الثنائية التي تجمع بين إيران وسنغافورة.

## مقارنة بين البلدين
هذه مقارنة عامة ومرجعية للدولتين:
| وجه المقارنة                                              | إيران                    | سنغافورة                                                             |
| --------------------------------------------------------- | ------------------------ | -------------------------------------------------------------------- |
| المساحة (كم2)                                             | 1.65 مليون               | 719                                                                  |
| عدد السكان (نسمة)                                         | 79.97 مليون              | 5.89 مليون                                                           |
| الكثافة السكانية (ن./كم²)                                 | 48.47                    | 819.19 ألف                                                           |
| العاصمة                                                   | طهران                    | سنغافورة                                                             |
| اللغة الرسمية                                             | لغة فارسية               | لغة إنجليزية، اللغة الملايو، اللغة الصينية القياسية، اللغة التاميلية |
| العملة                                                    | ريال إيراني              | دولار سنغافوري                                                       |
| الناتج المحلي الإجمالي (بليون دولار)                      | 439.51 مليار             | 323.91 مليار                                                         |
| الناتج المحلي الإجمالي (تعادل القوة الشرائية) بليون دولار | 1.36 تريليون             | 472.59 مليار                                                         |
| الناتج المحلي الإجمالي الاسمي للفرد دولار أمريكي          |                          | 52.89 ألف                                                            |
| الناتج المحلي الإجمالي للفرد دولار أمريكي                 |                          | 82.76 ألف                                                            |
| مؤشر التنمية البشرية                                      | 0.766                    | 0.925                                                                |
| رمز المكالمات الدولي                                      | +98                      | +65                                                                  |
| رمز الإنترنت                                              | .ir،                     | .sg                                                                  |
| المنطقة الزمنية                                           | ت ع م+03:30، توقيت إيران | ت ع م+08:00، توقيت سنغافورة المنسق ‏                                  |

## منظمات دولية مشتركة
يشترك البلدان في عضوية مجموعة من المنظمات الدولية، منها:
| علم المنظمة | اسم المنظمة                        | تاريخ انضمام إيران | تاريخ انضمام سنغافورة |
| ----------- | ---------------------------------- | ------------------ | --------------------- |
|             | مؤسسة التنمية الدولية              | 10 أكتوبر 1960     | 27 سبتمبر 2002        |
|             | يونسكو                             | 6 سبتمبر 1948      | 8 أكتوبر 2007         |
|             | وكالة ضمان الاستثمار متعدد الأطراف | 15 ديسمبر 2003     | 24 فبراير 1998        |
|             | الأمم المتحدة                      | 24 أكتوبر 1945     | 21 سبتمبر 1965        |
|             | الاتحاد البريدي العالمي            | ?                  | ?                     |
|             | البنك الدولي للإنشاء والتعمير      | 29 ديسمبر 1945     | 3 أغسطس 1966          |
|             | المنظمة الهيدروغرافية الدولية      | ?                  | ?                     |
|             | منظمة حظر الأسلحة الكيميائية       | ?                  | ?                     |
|             | مؤسسة التمويل الدولية              | 28 ديسمبر 1956     | 4 سبتمبر 1968         |
|             | منظمة الشرطة الجنائية الدولية      | ?                  | ?                     |

## وصلات خارجية
- موقع وزارة الخارجية الإيرانية
- موقع وزارة الخارجية السنغافورية